# رنه برومر
رنه لویز برومر (زاده ۴ مه ۱۹۵۵) دانشمند هواشناسی آلمانی و فضانورد سابق سوئیسی الاصل است. او که متخصص در ماهواره هواشناسی بود، در سال ۱۹۸۷ به عنوان فضانورد انتخاب و در سال ۱۹۹۳ بازنشسته شد درحالی‌که هرگز به فضا نرفته بود.

## پیشینه
برومر در سوئیس به دنیا آمد و در بایرن بزرگ شد. او درگرمرینگ، منطقه ای نه چندان دور از مونیخ زندگی می‌کرد و در همان‌جا در دبستان کلینفلد تحصیل کرد. پس از پنج سال مدرسه، او در همان شهر به دبیرستان مکس برن رفت. او استعداد خاصی در ریاضیات نشان داد و به زودی شروع به تدریس خصوصی دانش آموزان کرد. او در ماه مه ۱۹۷۵ از دبیرستان فارغ‌التحصیل شد و سپس در دانشگاه لودویگ ماکسیمیلیان مونیخ در رشته فیزیک و ریاضیات تحصیل کرد تا دبیر دبیرستان شود. در بهار سال ۱۹۸۱ در آزمون دولتی قبول شد.
حتی در آخرین ترم تحصیلی، برومر تمایل خود را برای تدریس در دبیرستان به اندازه زمانی که تحصیلات خود را شروع کرد، ارزشمند ندانست، زیرا متقاضیان زیادی وجود داشت؛ بنابراین تصمیم گرفت به تحصیل ادامه دهد. او برای بیش از دوازده دانشگاه در ایالات متحده درخواست داد که ریاضیات کاربردی یا برنامه‌های تحصیلات تکمیلی مرتبط را ارائه می‌کردند. دانشگاه میامی امیدوار کننده‌ترین بورسیه را به او ارائه کرد: دانشگاهی برای مطالعه هواشناسی با تمرکز بر پیش‌بینی عددی آب و هوا.

## سنین جوانی و تحصیل
برومر در سال ۱۹۸۱ مدرک کارشناسی ارشد در ریاضیات و فیزیک از دانشگاه لودویگ ماکسیمیلیان مونیخ و و دکترای خود را از دانشگاه میامی در هواشناسی و اقیانوس‌نگاری فیزیکی در سال ۱۹۸۶ دریافت کرد
او قبلاً به عنوان معلم ریاضیات و فیزیک را در دبیرستان تدریس می‌کرد. او همچنین دارای گواهینامه خلبانی خصوصی بود.

## حرفه فضایی
قرار بود در سال ۱۹۸۶، پس از پروازهای موفقیت‌آمیز اولف مربولد در سال ۱۹۸۳ و ۱۹۸۵، مرکز هوافضای آلمان گروهی از دانشمندان آلمانی را برای فضانوردی برای مأموریت‌های آزمایشگاه فضایی D2 انتخاب کند. این انتخاب تا سال ۱۹۸۷ پس از حادثه انفجار شاتل فضایی چلنجر به تعویق افتاد. برای انتخاب فضانوردان، در سال ۱۹۸۶ مسابقه ای برگزار شد و ۱۴۰۰ نفر درخواست دادند که ۲۰ درصد زن بودند. برومر و هایکه والپات، اولین زن فضانورد آلمانی در اولین انتخاب تیم فضانورد آلمانی در ۳ اوت ۱۹۸۷ به عنوان متخصص محموله انتخاب شدند. اگرچه هیچ‌کدام به این مأموریت فضایی نرفتند.
برومر تا سال ۱۹۹۰ آموزش‌های اولیه را با بقیه تیم آلمانی به پایان رساند، سپس آموزش‌های ویژه ماموریت‌های بیشتری را در سراسر اروپا و ایالات متحده انجام داد. خدمه مأموریت اس‌تی‌اس-۵۵ ناسا در اوایل سال ۱۹۹۲ انتخاب شدند و برومر و گرهارد تیله ذخیره آنها شدند و برای کنترل پرواز و مأموریت آموزش دیدند. والپات به عنوان هماهنگ‌کننده رابط خدمه انتخاب شد و فقط برای کنترل مأموریت آموزش دید. به عنوان بخشی از آموزش گروه اس‌تی‌اس-۵۵ ناسا D2 در کلن و برنامه‌ریزی برای استفاده از شاتل فضایی در سال ۱۹۹۲، برومر در ابتدا برای پرواز در مأموریت ایستگاه فضایی میر شوروی که برای همان زمان برنامه‌ریزی شده بود، در نظر گرفته شد، که در عوض به عنوان سایوز تی‌ام-۱۴ ادامه داد. بیشتر فضانوردان روسی و آلمانی‌ها بعد از پنج نفر اول انتخاب شدند.
در سال ۱۹۹۳ او یک فضانورد ذخیره برای اس‌تی‌اس-۵۵ بود و از فضانوردان در حال پرواز از مرکز کنترل اوبرپفافنهوفن در طول مأموریت پشتیبانی می‌کرد. اگر او در این پرواز و مأموریت قرار می‌گرفت اولین معلم مدرسه ای بود که به دور زمین می‌چرخید. تیم فضانوردان آلمانی بعداً در سال ۱۹۹۳ منحل شد

## پیشه پس از فضانوردی
برومر یک هواشناس حرفه‌ای است. او در زمانی که به عنوان فضانورد انتخاب شد در دانشگاه کلرادو بولدر، کارشناس تحقیقاتی بود. پس از بازنشستگی به عنوان فضانورد، او به بولدر، کلرادو بازگشت تا به عنوان محقق در اداره ملی اقیانوسی و جوی مشغول به کار شود.
او در سال ۱۹۹۵ به سازمان دانشگاهی پژوهش‌های جوی (CIRA) در کلرادو-بولدر پیوست. در ابتدا، او به عنوان بخشی از برنامه GLOBE و اجرای پروژه FX-Net برای ارائه رابط‌های پیش‌بینی از طریق اینترنت کار می‌کرد. در دهه ۲۰۱۰، او به عنوان هماهنگ‌کننده برای شعبه هواشناسی منطقه ای و میان مقیاس، شروع به کار کرد و در مورد برنامه‌های کاربردی ماهواره تحقیق کرد.